# Сухин, Юрий Сергеевич
Юрий Сергеевич Сухи́н (род. 15 марта 1930, Харьков, Украинская ССР, СССР) — советский и российский общественный и государственный деятель, Министр автомобильного транспорта РСФСР в 1983—1990 годах. Заслуженный работник транспорта РСФСР (1990), доктор транспорта, академик Российской академии транспорта.

## Биография

### Ранние годы
Юрий Сухин родился 15 марта 1930 года в Харькове в семье потомственных работников транспортного хозяйства. Украинец. Его дед и прадед были железнодорожниками, его отец, Сергей Митрофанович, начинал трудовой путь слесарем-чеканщиком в паровозном депо, в 1935 был отправлен на рабфак как лучший молодой специалист, окончил Харьковский автомобильно-дорожный институт (ХАДИ). Мать Сухина Фаина Андреевна, работала швеёй. В 1935 году Сергей Митрофанович был направлен в город Хорол Полтавской области и стал его первым госавтоинспектором, жена и сын переехали с ним. После окончания школы Сухин в 1946—1949 годах обучался в Хорольском техникуме механизации сельского хозяйства, который окончил с отличием, получив специальность «техник-механик». После техникума Сухин в том же году поступил в ХАДИ. В институтские годы он увлекался футболом, возглавлял институтскую футбольную команду и был замечен известными тренерами, но спортивной карьере предпочёл получение профессии.

### Распределение в Ходжейли, переезд на Ставрополье
В 1954 году Сухин был отправлен по распределению в городок Ходжейли в Каракалпакской АССР Узбекской ССР, расположенный между пустынями Каракум и Кызылкум вдали от крупных городов, в 500 километрах от ближайшей железнодорожной станции. Сухин был назначен главным инженером автобазы № 25 Министерства автомобильного транспорта и автомобильных дорог, однако в городе не нашлось работы для его супруги, молодого специалиста-химика. Когда в Невинномысске Ставропольского края началось строительство химического комбината, обоих супругов перевели на работу на Ставрополье, и Сухин был назначен начальником гаража № 1 Ставропольского автотранспортного хозяйства и инженером производственно-технического отдела Ставропольского краевого автотранспортного треста. На своём предприятии Сухин внедрил передовые методы организации труда: ввёл бригадный метод организации работы, перевёл ремонтных рабочих с повременно-премиальной на сдельную оплату труда, поставив их заработок в прямую зависимость от выхода автотранспорта на линию. Эти меры значительно повысили степень технической готовности автопарка, снизили себестоимость перевозок и повысили производительность. Если на момент вступления Сухина в должность на линию выходило менее половины автомобилей, то ему удалось увеличить показатель до 87 %. В 1956 году Сухин получил повышение до начальника Невинномысского автотранспортного хозяйства Ставропольского автотранспортного треста, и под его руководством предприятие на протяжении 2 лет ежеквартально получало Переходящее Красное знамя Совета Министров СССР.

### Работа в транспортном хозяйстве Брянской области
Достижения Сухина на руководящей должности были высоко отмечены: в 1961 году он был назначен заместителем управляющего Ставропольского краевого автотранспортного треста, переименованного в Ставропольское автомобильное управление, в марте 1963 года — направлен в Брянскую область на должность управляющего Брянским автотранспортным трестом Главного управления автохозяйства Центра и Юга Министерства автомобильного транспорта и шоссейных дорог РСФСР, затем повышен до начальника Брянского управления автомобильного транспорта. Автотранспортное сообщение Брянщины тогда находилось в тяжёлом положении из-за состояния дорог, непроходимых во время весенней и осенней распутицы и заметённых снегом зимой. Плохая проходимость приводила к частым поломкам автомобильного транспорта, поэтому дорожное строительство стало одной из основных задач Сухина на новом месте. К этому периоду относится и строительство Кургана Славы на границе союзных России, Украины и Белоруссии в память партизанского прошлого области. Создание памятника велось на добровольных началах, но для создания памятника требовалось обеспечить перевозку земли, оплатить рейсы, наряды, топливо и накладные расходы. По инициативе Сухина автотранспортные предприятия Брянщины включились в соревнование за экономию топлива и километража, которое позволило высвободить ресурсы на один рейс до Кургана Славы в день. Сухин также предложил дополнить мемориал памятникам солдатам автомобильных войск. Это предложение получило одобрение руководства области, и в 1968 году на 112-м километре трассы «Орёл — Брянск — Гомель» был установлен памятник 18-й автомобильной бригаде, в годы войны прошедшей путь до Берлина. Под руководством Сухина Брянское управление автотранспорта также стало бессменным обладателем Красного Знамени, иногда разделяя его с другими успешными участниками соцсоревнования.

### «Уралавтотранс», «Совтрансавто»
Почти год Сухина убеждали перейти на новую должность в Москву, но он отказывался от назначения, указывая на незавершённость дел на прежнем месте. В 1968 году он дал согласие и занял место заместителя начальника Республиканского объединения автомобильного транспорта Урала «Уралавтотранс». На следующий год он возглавил Объединение и получил кресло в коллегии Министерства автомобильного транспорта СССР. Как отмечал сам Сухин, работа из «центра» значительно отличалась от руководства региональными учреждениями: многие проблемы открывались с иной стороны и требовали новых решений.
В апреле 1971 года Сухин возглавил Главное управление международных автомобильных сообщений «Совтрансавто». В сферу его компетенции вошли новые кадровые, экономико-правовые и визовые вопросы, подготовка водителей на международных направлениях. По предложению Сухина, для решения этих задач в «Совтрансавто» были созданы специальные учебные центры для водителей, организованы профильные семинары под эгидой Министерства финансов, Министерства внешней торговли и Госплана, где работники министерств и ведомств разъясняли особенности внешнеэкономической деятельности, валютных операций, особенности функционирования банковской системы за рубежом, правовые аспекты коммерческих сделок. Сухин стал инициатором межправительственных соглашений, которые регламентировали юридическую основу международных перевозок. На посту начальника главного управления «Совтрансавто» Сухин добился для предприятия отдельной статьи в бюджете, что стало подтверждением значимости организации и особого доверия к руководителю. Постановлением Совета Министров СССР от 18 января 1974 года была учреждена Ассоциация международных автомобильных перевозчиков, а решением учредительного собрания Ассоциации от 12 марта того же года Сухин стал её первым президентом и некоторое время занимал эту должность на общественных началах. За 7 лет «Совтрансавто» создало и обустроило систему из 12 автотранспортных предприятий, благодаря чему к началу 1980-х стало одним из крупнейших в мире международных перевозчиков. В ноябре 1977 года последовало новое назначение — на должность заместителя Министра автомобильного транспорта РСФСР, в ведении которого находились внешнеэкономические связи, что подразумевало участие в межправительственных и межведомственных переговорах, многочисленные заграничные командировки.

### Командировка в Афганистан
В 1980 году вскоре после ввода советских войск в Афганистан Сухин был направлен в командировку в Кабул. В первый день его прибытия 22 февраля Сухин присутствовал в советском посольстве на приёме, посвящённом Дню Советской Армии и Военно-Морского флота, и стал свидетелем нападения восставших на дипломатическую миссию. С сентября 1981 по сентябрь 1983 года он находился в Демократической Республике Афганистан в качестве советника премьер-министра Султана Али Кештманда и занимался созданием государственной транспортной системы. В стране отсутствовала система гражданского автомобильного транспорта, а местные жители опасались угроз душманов, предостерегавших их от сотрудничества с шурави, что не позволяло использовать частный транспорт. Этот кризис удалось преодолеть, передав в пользованию совместному советско-афганскому предприятию технику из Советского Союза. Работу в Афганистане осложняла необходимость обеспечивать безопасность советских представителей, тем более рядовых водителей, подвергавшихся нападениям на дорогах. К 1983 году выстроенная Сухиным автотранспортная отрасль обеспечивала более 50 % перевозок внешнеторговых грузов из северных портов ДРА в различные районы страны, а во внутренних перевозках доля государственного сектора составляла более 30 %. Постепенно передав управление выстроенной материально-технической базой афганцам, Сухин вернулся в Москву.

### Министр автомобильного транспорта РСФСР
О своём назначении на пост Министра автомобильного транспорта РСФСР Сухин узнал из напечатанного газетой «Известия» Указа Президиума Верховного Совета РСФСР. Выбор в его пользу был сделан из 7 кандидатов. В годы, когда Сухин руководил министерством, началось активное освоение газовых месторождений Нового Уренгоя и нефтяных запасов Западной Сибири, случились крупные катастрофы — авария на Чернобыльской АЭС и землетрясение в Спитаке. На министерство ложились задачи, связанные с ликвидацией последствий катастроф. Под его руководством министерство стало одним из наиболее прогрессивных в стране: все областные автотранспортные предприятия работали с прибылью, выполняли и перевыполняли план, принося 1,5 миллиарда сверхплановой прибыли в год. Создавались автотранспортные предприятия вне РСФСР — например, на Кубе и в Байконуре. Министр также уделял большое внимание условиям отдыха работников автотранспортного хозяйства, при нём социальная сфера Минавтотранса пополнилась рекреационными объектами. В сентябре 1990 года Сухин вышел на пенсию.

### АСМАП
В последовавшие годы ельцинских реформ Сухин настаивал на создании единого министерства транспорта постсоветской России именно на базе Министерства автомобильного транспорта. Как утверждал сам экс-министр, его инициатива победила, и первым главой нового министерства стал «автомобилист» Виталий Ефимов. 
В октябре 1990 года Сухин вновь стал президентом Ассоциации международных автомобильных перевозчиков (АСМАП) и руководил ею до 2009 года. За этот срок состоявшие в Ассоциации предприятия в 17 раз увеличили совокупный объём перевозок, а сама АСМАП выросла в крупное профессиональное сообщество международных автомобильных перевозчиков. По инициативе Сухина в рамках проекта TACIS при финансировании Европейского Союза на базе транспортных вузов России были созданы 6 учебно-консультационных центров для подготовки международных перевозчиков, получившие высокую оценку проверявших проект инспекторов. К 2010 году 10 центров АСМАП работали во всех федеральных округах РФ.
В 1998 году Сухин вошёл в президиум Международного союза автомобильного транспорта.
В 2009 году президентом АСМАП был избран Евгений Москвичев, а Сухин занял пост почётного президента АСМАП. 
В 2013 году Сухин возглавил «Клуб президентов ассоциаций автомобильного транспорта Евразии», в который входят действующие и почётные президенты транспортных ассоциаций стран региона.
15 марта 2020 года Юрий Сухин отметил 90-летний юбилей. К этому событию президент РФ Владимир Путин наградил его орденом Александра Невского. А приказом Минтранса РФ Сухин был удостоен отраслевой награды — медали Петра Губонина.

## Общественная деятельность
В разные годы Сухин принимал участие в работе ряда советских политических организаций. В 1959—1961 году он избирался членом Невинномысского горкома КПСС Ставропольского края, в 1962—1963 годах был народным депутатом Ленинского районного Совета города Ставрополя. В 1964—1965 годах он был членом Брянского горкома КПСС, в 1964—1968 годах — народным депутатом Брянского городского совета. Сухин также был делегатом XXVII и XXVIII съездов КПСС и Всесоюзной партийной конференции КПСС и депутатом Верховного Совета РСФСР двух созывов.

## Награды

### Государственные
- Орден Александра Невского (2020)
- Орден Дружбы (1996)
- Орден Трудового Красного Знамени (1974)
- 2 ордена «Знак Почёта» (1966, 1971)
- Орден Красного Знамени (Афганистан, 1983)
- Медаль «В память 850-летия Москвы» (1997)
- 2 Почётных грамоты Правительства Российской Федерации (2000, 2005)

### Ведомственные и общественные
- Орден «За профессиональную честь, достоинство и почётную деловую репутацию» I степени (2004)
- Медаль «За особый вклад в развитие транспортной системы России» (2005)
- Нагрудный знак «Почётный работник Российского автотранспортного союза»
- Нагрудный знак Министерства транспорта и коммуникаций Республики Беларусь «Почётный транспортник» (2005)
- Золотой знак Международного союза автомобильного транспорта